# Cornățelu (okręg Aluta)
Cornățelu – wieś w Rumunii, w okręgu Aluta, w gminie Poboru. W 2011 roku liczyła 500 mieszkańców.